# Гриньова Ганна Сергіївна
Гриньова Ганна Сергіївна (нар. 31 січня 1988 року) — російська ватерполістка, захисник волгоградського «Спартака» і збірної Росії. Заслужений майстер спорту.

## Кар'єра
Гравець збірної Росії. Бронзовий призер XXV Всесвітньої літньої Універсіади (Белград, 2009), чемпіонка XXVII Всесвітньої літньої Універсіади (Казань, 2013), срібний призер Світової ліги (2013),

## Нагороди
- Медаль ордена «За заслуги перед Вітчизною» II ступеня (25 серпня 2016 року) — за високі спортивні досягнення на Іграх XXXІ Олімпіади 2016 року в місті Ріо-де-Жанейро (Бразилія), проявлені волю до перемоги і цілеспрямованість[2].
- Почесна грамота Президента Російської Федерації (2013) — за високі спортивні досягнення літньої універсіади 2013 року в місті Казані.